# Grabowo-Skorupki
Grabowo-Skorupki – wieś w Polsce położona w województwie mazowieckim, w powiecie przasnyskim, w gminie Krzynowłoga Mała.
| SIMC    | Nazwa          | Rodzaj     |
| ------- | -------------- | ---------- |
| 0512326 | Grabowo-Padaki | przysiółek |
| 0512355 | Wykno Borowe   | przysiółek |

W latach 1975–1998 miejscowość administracyjnie należała do województwa ostrołęckiego.
Przez miejscowość przepływa Ulatówka, niewielka rzeka dorzecza Narwi, dopływ Orzyca.